# Latarnia morska Tahkuna
Latarnia morska Tahkuna – (est. Tahkuna tuletorn) latarnia morska położona na półwyspie Tahkuna na wyspie Hiuma, gmina Kõrgessaare, prowincja Hiuma. Obiekt 26 października 1999 roku został wpisany na listę narodowych zabytków Estonii pod numerem 23481. Na liście świateł nawigacyjnych Estonii - rejestrze Urzędu Transportu Morskiego (Veeteede Amet) w Tallinnie - ma numer 645.
Budowa latarni na półwyspie Tahkuna rozpoczęła się w 1873 roku. Latarnia ma konstrukcję stalową i została zaprojektowana przez brytyjskiego inżyniera Aleksandra Gordona Prefabrykowane elementy zostały wykonane we Francji i złożone na miejscu w 1875 roku. Wysoka na 42,6 metra stalowa wieża jest najwyższą tego typu budowlą w Estonii. Konstrukcja zachowała się w niemal niezmienionym kształcie od momentu jej postawienia. Razem z otaczającymi ją zabudowaniami gospodarczymi oraz domem latarnika stanowią zabytek architektury. Wieża latarni pomalowana jest na kolor biały. Charakterystyka światła, dwa błyski białe 2+2+2+9=15s.